# Habib ibn Mazahir

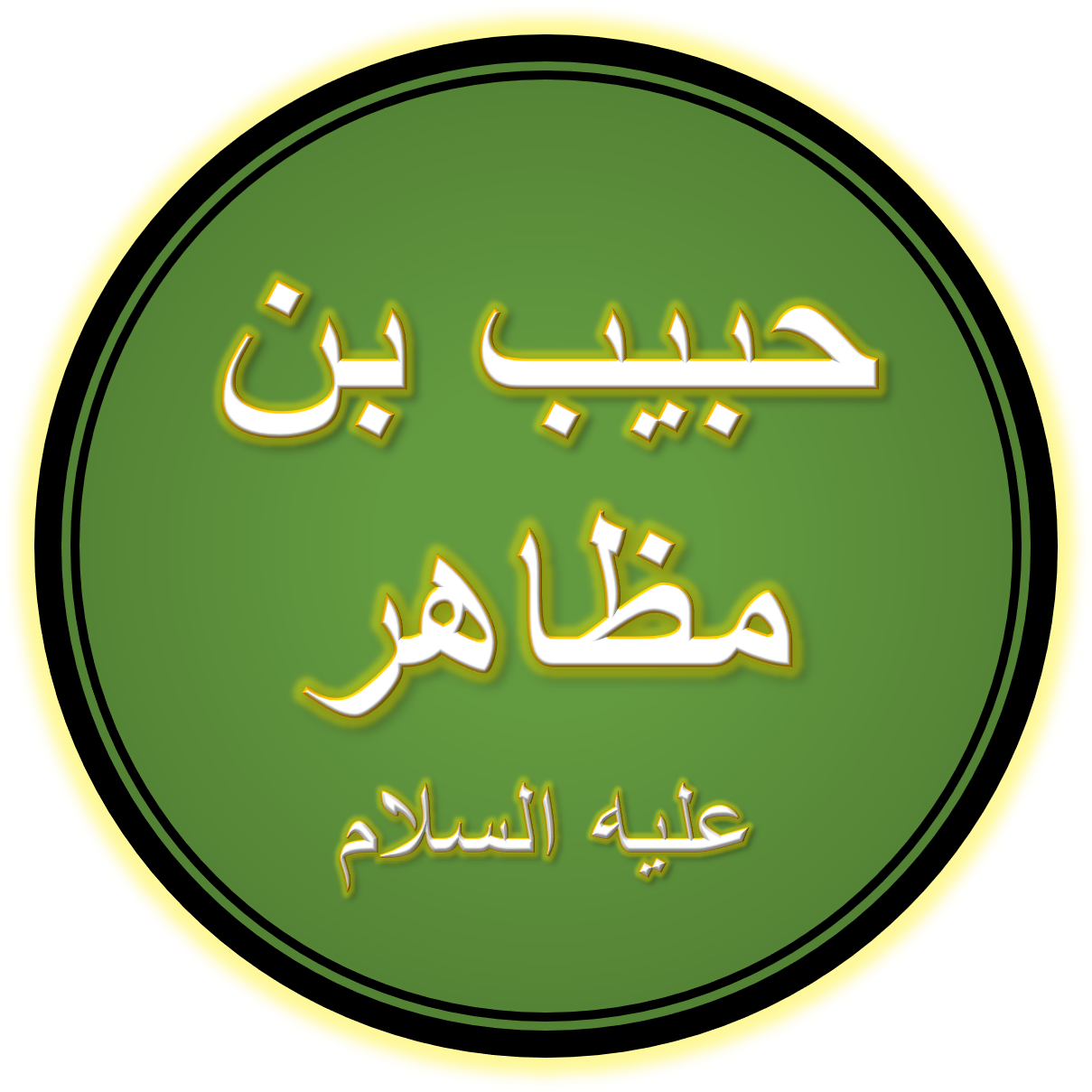
Habib ibn Mazahir på arabiska.

Habib ibn Mazahir (arabiska: حَبِيب ٱبْن مُظَاهِر) var en följeslagare till den islamiske profeten Muhammed och den fjärde kalifen och förste shiaimamen Ali ibn Abi Talib. Han hade hjälpt Ali ibn Abi Talib i Kamelslaget, Slaget vid Siffin och Slaget vid Nahrawan. Habib var även den tredje shiaimamen Husayn ibn Alis barndomsvän. Efter att imamen Husayn nått Karbala och blivit omringad av Yazid I:s armé skickade han ett brev till Habib och berättade om situationen och bad Habib komma för att hjälpa honom. Habib kom omedelbart till Karbala och stred för islam vid 75 års ålder och led martyrdöden under ashuradagen i Slaget vid Karbala. Hans grav ligger nära Husayn ibn Alis helgedom.
Det har återberättats att profeten en gång såg några barn leka på ett ställe. Han satte sig ned vid ett av barnen och pussade hans panna. Profeten berättade för sina följeslagare att barnet hade lekt med Husayn och tagit upp jord nedanför Husayns fötter och strukit det över sitt ansikte. Profeten berättade då att han därmed älskade honom, för att han älskade profetens barn, och sa att Gabriel informerat att han (barnet) kommer att tillhöra Husayns hjälpare i Karbala-händelsen. Den bortgångne hajj sheikh Ja'far Tustari (Shushtari) har i boken Taqrirat förmodat att Habib ibn Mazahir var det barnet.